# Laurent Roux

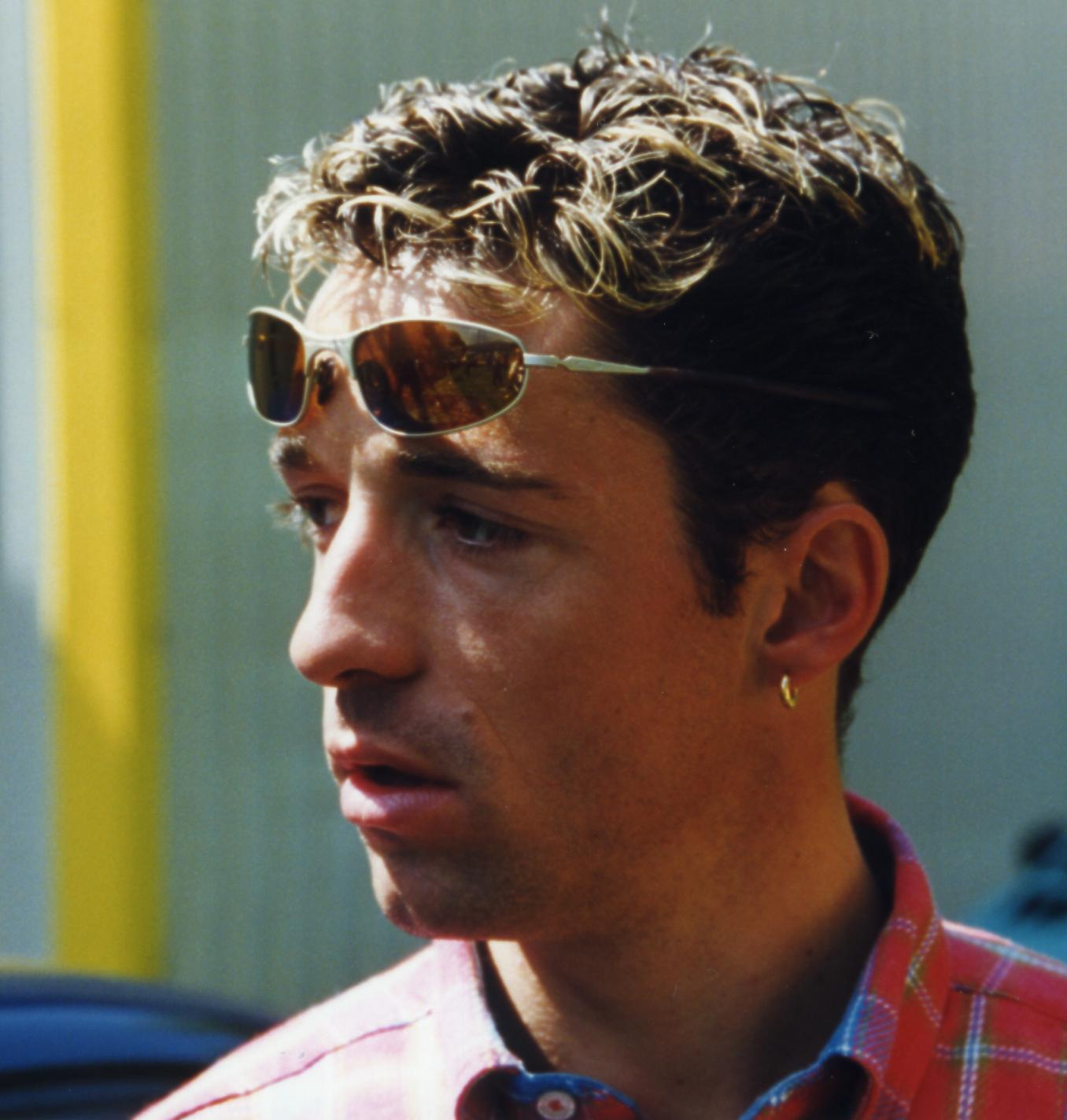
Laurent Roux

Laurent Roux (* 3. Dezember 1972 in Cahors, Frankreich) ist ein ehemaliger französischer Radrennfahrer. Seine Karriere begann er im Jahre 1994, und er war bis 2003 aktiv. Seinen größten Erfolg feierte Roux mit dem Gewinn einer Etappe des Giro d’Italia. Zudem gewann er Eintagesrennen und die Gesamtwertung der Tour de l’Avenir. In der Tour de France 2001 gewann er die Sonderwertung Souvenir Henri Desgrange.

## Doping
Im April 1999 wurde Roux beim Wallonischen Pfeil zum ersten Mal positiv auf Amphetamine getestet und für ein halbes Jahr gesperrt. Ein erneut positiver Test im April 2002 brachte ihm eine vierjährige Sperre ein und bedeutete das Ende seiner Radsport-Karriere im Jahre 2003. 2006 wurde Roux zu zweieinhalb Jahren Gefängnis verurteilt, nachdem er des Doping-Handels in der Amateur-Radsportszene für schuldig befunden worden war. Im Laufe des Prozesses hatte Roux gestanden, im Verlauf seiner Karriere auch immer mehr Dopingmittel zu sich genommen zu haben, darunter Epo, Wachstumshormone, Cortison und Testosteron.

## Größte Erfolge
- Giro d’Italia: 1998: 12. Etappe
- Paris–Nizza: 1999: 4. Etappe
- Critérium du Dauphiné Libéré: 2001: 2. Etappe
- Tour de l’Avenir: 1997
- Paris–Bourges: 1997
- Classique des Alpes: 1997

## Teams
- 1994–1995 Castorama
- 1996–1998 TVM-Farm Frites
- 1999 Casino
- 2000 Mobilvetta Design-Rossin (13. bis 15. April)
- 2001–2002 Jean Delatour
- 2003 Flanders-iTeamNova